# Miguel López Sáez
Miguel López Sáez de Balluerca (Granada, 22 de diciembre de 1859 - ibídem, 27 de julio de 1934), conocido como "El Papa Rico", fue un abogado, empresario y político español del Partido Liberal, elegido varias veces concejal del Ayuntamiento de Granada, primer teniente de alcalde y en dos breves periodos —1907 y 1910— alcalde interino de la ciudad de Granada.
Fue presidente de la Sociedad Azucarera Nueva Rosario. Financiero y hombre de negocios, participó en proyectos inmobiliarios como la plaza de toros y edificios de la Gran Vía de Granada.
Vivió momentos históricos de España, como las consecuencias de la guerra de Cuba (1898), la crisis en el abastecimiento de azúcar y desarrollo de la industria azucarera de la provincia de Granada.

## Biografía

### Familia y formación
El abuelo paterno, Francisco de Paula López Sánchez, nació en Granada el 25 de junio de 1794 y se dedicó al comercio de tejidos. Se casó con María Teresa Medina Bravo en 1814 y tuvieron ocho hijos: Antonio, Manuel, José, Francisco, Manuel María, María Teresa, Miguel y María Josefa López Medina. 
En 1883, Manuel López Medina tenía un torno de seda en la calle del Salvador y su hermano Francisco una fábrica de curtido de pieles en la calle de los Solares. Las dos industrias colindaban. El quinto de los hermanos, Manuel María, nació el 3 de noviembre de 1825, fue tintorero de profesión, se casó con Vicenta Sáez de Balluerca Fernández y tuvieron cinco hijos: Manuel, Rafael, Miguel, Encarnación y Trinidad López Sáez de Balluerca. Haciendo fortuna, varios miembros de la familia se introdujeron en negocios inmobiliarios. 
Miguel López Sáez de Balluerca nació en Granada el 22 de diciembre de 1859 e hizo sus estudios en Granada. El 29 de octubre de 1878 realizó el último ejercicio de bachillerato y obtuvo el Título el 29 de abril de 1879. Siguió clases de Dibujo lineal y adorno en la Escuela provincial de Bellas Artes de Granada. Entre los años 1878 y 1883, cursó la Licenciatura de Derecho en la Universidad de Granada, donde obtuvo el grado de Licenciado el 23 de junio de 1883.
Miguel López Sáez se casó en Granada el 30 de diciembre de 1886 con Josefa Soler Valero, hija de José Joaquín Soler de la Fuente, el autor de las Tradiciones Granadinas (1849). Miguel López Sáez y Josefa Soler Valero tuvieron cuatro hijos: Rosario, Gloria, Miguel y Josefa López Soler.

### Actividad profesional

#### Abogado
Miguel López Sáez se inscribió en el colegio de Abogados en 1883 al terminar la carrera. En 1891 trabajaba como Fiscal municipal del juzgado del Campillo y ayudaba como abogado para negocios de pobres. Entonces vivía en la calle Lavadero de la Cruz.

#### Político
La crisis social española que acompañó a la guerra de Cuba, la muerte dramática de Antonio Cánovas del Castillo en 1897, etc., movió a Miguel López Sáez a entrar en la vida política alineándose tras el conservador Francisco Romero Robledo. En su evolución política, optó luego por el Partido Liberal, con Antonio Maura y José Canalejas, y terminó siguiendo a Manuel García Prieto, en 1912, cuando nació el Partido Liberal Democrático. En cambio, su hermano Manuel López Sáez, que fue Diputado provincial durante años y que seguía al conservador Francisco Silvela, permaneció en el Partido Conservador (España). 
Miguel López Sáez se ocupó sobre todo de la política local granadina. Fue elegido Concejal del ayuntamiento granadino en elecciones sucesivas. En esa función se descubre en 1900 durante un acto en homenaje al escritor Manuel Fernández y González (1821-1888), que había sido un buen amigo de su suegro José Joaquín Soler de la Fuente, también escritor.
Si se hojean los periódicos de esa época —El Defensor de Granada, el Noticiero Granadino, La Gaceta del Sur y La Publicidad—, en especial del año 1910, se encuentran múltiples noticias que le conciernen. Siendo primer teniente Alcalde, dos veces asumió de modo interino la función de Alcalde de la ciudad de Granada. Tras la dimisión de Sánchez-Puerta, así aparece en el diario El Defensor de Granada (24 de diciembre de 1907), con ocasión de la inauguración del tranvía eléctrico de cremallera para subir a la Alhambra por la ladera occidental del cerro de los Mártires. En enero de 1910 recibe, junto con las demás autoridades granadinas, al Rey Alfonso XIII de España en visita a Granada. En el mes de julio, dirige la Junta de Reformas sociales. En septiembre de 1910 durante un par de meses, por indisposición de Felipe La Chica, asumió de nuevo la tarea de Alcalde interino y el diario La Publicidad (18 de septiembre de 1910) recogió su intervención para reglamentar la instalación de kioscos en la ciudad. Ese mismo día el diario dio noticia del bautizo de su primera nieta Rosario López-Luque López, que él apadrinó.
Al final de su carrera política, Juan Ramón La Chica ofreció a Miguel López Sáez un puesto de Diputado provincial que había quedado vacante (1914-1916). Cuando llegaron los años difíciles de 1918-1923, marcados por un aumento de la conflictividad social, de huelgas generales, etc., Miguel y su hermano Manuel ya habían desaparecido de la escena política. La situación social de su tiempo no era fácil, mucha gente sufría necesidades. En un intento de ayudar a los más necesitados Manuel López Sáez participó en 1907 en la creación de la Cocina económica, que fue llevada por las Hermanas de la caridad; también proporcionó por una cantidad casi simbólica la parcela para la construcción de la Facultad de Medicina en la actual avenida de Madrid y del Hospital Clínico. Miguel López Sáez participó a su vez en el patronazgo de la institución “Juventud Popular Católica” que vio la luz en 1922.

#### Empresario

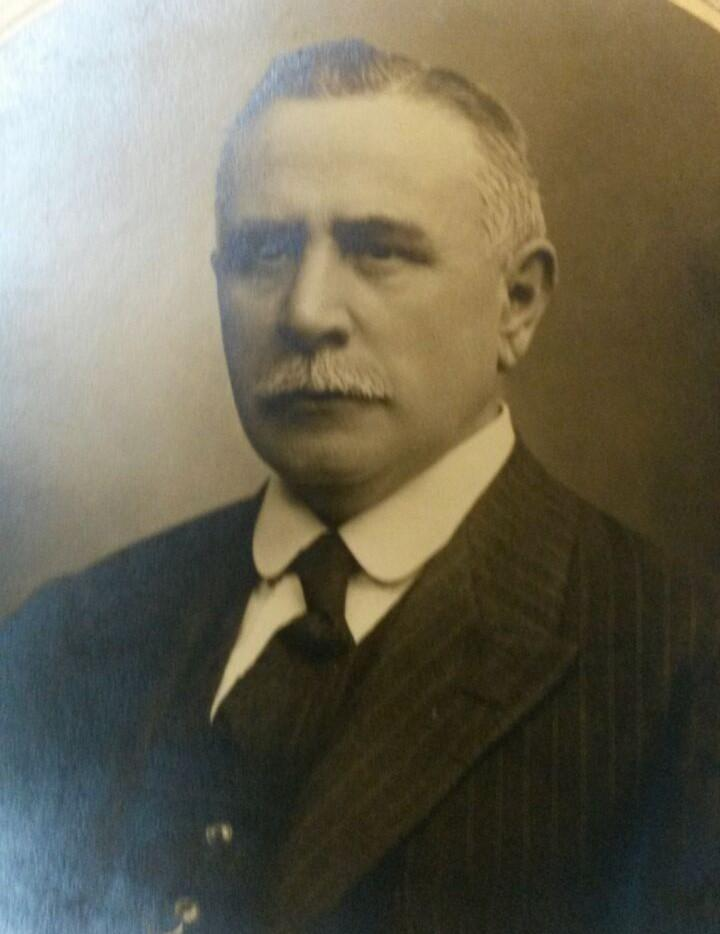
Rafael López Sáez, hermano de Miguel

Miguel López Sáez conectó en 1901 con el mundo de la empresa como vocal suplente en el Consejo de Administración de La Energía Eléctrica de Granada del que su hermano Manuel López Sáez era Presidente.
El 3 de noviembre de 1904 se constituyó en Granada la sociedad “Nueva Rosario” con una fábrica de azúcar de remolacha y de alcohol en Pinos Puente. El Consejo de Administración lo formaban: 
Presidente, Miguel López Sáez. 
Vicepresidente, Luis López Zayas. 
Vocales, Manuel López Sáez, José Ríos Pérez, Crisóstomo Sánchez Mesa, Bonifacio Gutiérrez Sánchez, Federico García Rodríguez, Braulio Capilla Ríos. 
Suplentes, Miguel Ramos Gutiérrez, Rafael López Atienza, Antonio Jiménez López, Miguel Sáez de Balluerca.
Gerentes, Francisco López Atienza, Rafael López Sáez, Manuel Conde Alcalá.
Secretario, Valeriano Torres García.
Accionistas, Juan Francisco Egea Viudez, administrador del duque de Wellington.
Atrae la atención ver que de 17 componentes, siete eran parientes entre sí. Otra curiosidad es que aparece el nombre de Federico García Rodríguez, padre de Federico García Lorca (1898-1936). Miguel y Manuel López Sáez eran buenos amigos suyos y le introdujeron en la azucarera y en otros negocios. También le facilitaron su arraigo en Granada, cuando la familia se mudó a la ciudad en 1909; Federico García Lorca tenía once años. Es muy probable que las familias se hayan reunido en las fiestas de los años 1909 a 1915 y que algún hijo de Miguel López Sáez haya conocido a Federico García Lorca. Éste se matriculó en 1914 en la Universidad de Granada para estudiar la carrera de Filosofía y Letras y de Derecho, y comenzó a reunirse con otros jóvenes intelectuales como Antonio Gallego Burín, en la tertulia "El Rinconcillo" del café Alameda Granada; allí sí que le conoció Manuel Torres López, sobrino de Miguel López Sáez que estudiaba su misma carrera pero dos años más joven.
La participación en el negocio de la azucarera producía más beneficio si además se disponían de terrenos donde cultivar remolacha de que alimentar la fábrica. Federico García Rodríguez, cuando entró en el negocio, no disponía de terrenos; primero alquiló unas fincas y luego compró otras. Manuel López Sáez le ayudó en 1905 con un préstamo de 150.000 pesetas. Así, poco a poco, se estableció bien. Los socios de todas las azucareras obraron de forma parecida: unos ya tenían terrenos de sus familias, otros adquirieron o aumentaron esos terrenos de cultivo. En casi todos los casos se produjo una modernización agraria digna de estudio. La pérdida de Cuba y Puerto Rico llevó a España a abastecer la demanda de azúcar por otras vías: comenzó la época dorada de la remolacha azucarera. A principios del siglo XX, financieros de la ciudad invirtieron en el campo dándole a la vez una dinámica industrial muy prometedora y un liderazgo en el sector azucarero. Algunos trabajos históricos disponibles están realizados bajo una óptica de proceso de democratización del campo y de lucha para dar derechos a los obreros y, desde ese punto de vista, esos industriales aparecen como intrusos que vinieron a apropiarse del campo no pocas veces formando clanes familiares que se aprovechaban además de la posición política de algunos de sus miembros.
El beneficio industrial se vio rápidamente tocado, de una parte por las crecientes exigencias salariales de obreros y campesinos y de otra por las tasas de la autoridad pública. La prensa ya da noticia en diciembre de 1910 de las gestiones de Miguel López Sáez para evitar el conflicto azucarero que se anunciaba si iba adelante el proyecto de ley de Eduardo Cobián, para aumentar la tributación del azúcar; la ley acabó atenuándose debido a la presión de los productores. El conflicto azucarero devino una realidad en 1913. En el mes de mayo, los fabricantes de azúcar movilizaron a los políticos granadinos que podía intervenir: el Duque de San Pedro de Galatino, que representaba en las Cortes los intereses de los productores, Luis Morell y Ferry, Gonzalo Fernández de Córdoba, el Conde de Agrela, Adelardo García Nogueras, gerente de la fábrica San Isidro, Manuel Fernández Fígares, gerente de la titulada Nuestra Señora del Carmen, Diego Quesada, representante de la fábrica azucarera La Vega, Santiago Valenzuela, por la Purísima Concepción, Miguel López Sáez, por la Nueva Rosario, y José Jiménez Gómez, por San Pascual. Todos ellos tomaron parte, el 29 de mayo de 1913, en una reunión en Madrid del Comité de los fabricantes de azúcar españoles, para convenir las peticiones que había que formular al Gobierno, para salvar la industria azucarera de la ruina.
Como en la política, también llegó el momento de pasar a otro el timón de la fábrica. Es más, la aventura azucarera llegó a su fin porque sus hijos no continuaron en la fábrica.
Miguel López Sáez fue pieza importante de la Junta general de accionistas de la Sociedad propietaria y explotadora de la plaza de toros de Granada. Además de sus hermanos Manuel y Rafael López Sáez, en 1912 consiguió que entrara en la Sociedad Federico García Rodríguez, que ya se había trasladado a Granada y que era una gran aficionado a los toros. La Sociedad adquirió el edificio de la plaza de toros. Los trabajos de reedificación de la plaza, que estaba en mal estado, pudieron terminarse para el Corpus de 1913. Como se lee en El Defensor de Granada del 27 de enero de 1913, se aprobaron para ese año tener dos corridas, de Miura y Pablo Romero, que se celebraron el día del Corpus y el domingo 25, tercer día de feria. Se trataba de la antigua plaza de toros, construida en 1879 en el solar donde hoy existen los Jardines del Triunfo. Esa plaza de toros coexistió durante algunos años con la actual plaza neomudéjar -inaugurada en 1928- hasta que la vieja fue derribada en 1948.
Miguel López Sáez intervino, como sus parientes, en proyectos inmobiliarios de la Gran Vía de Granada. El artífice de la idea de crear esta Gran Vía fue el presidente de la Cámara de Comercio Juan López-Rubio Pérez, emparentado con la familia Rodríguez-Acosta, conocidos banqueros granadinos. La idea era sustituir la calle Elvira, la principal calle de la ciudad antigua, por una de mayores dimensiones que uniera la estación ferroviaria de Andaluces (construida en 1874) con una futura estación que pusiese en contacto la capital granadina con la costa (este proyecto no se llevó a efecto), y al mismo tiempo sanear el centro de la ciudad. La Cámara de Comercio aprobó el proyecto en 1890, el Ayuntamiento en 1891, y el Gobierno Central lo declaró de utilidad pública en 1894. El dinero para su apertura lo aportaron el Ayuntamiento y la Sociedad Anónima la Reformadora Granadina, sostenida, fundamentalmente, con capital de los industriales azucareros.
La calle Gran Vía se abrió entre 1895 y 1903 y la mayor parte de los edificios se construyeron entre 1897 y 1933. Miguel López Sáez intervino en la gestación de la Casa de la perra gorda, inmueble ubicado en el número 23 de Gran Vía, con fachadas que dan a Pardo Bazán, Postigo Veluti y placeta Pulgar de San Agustín. El proyecto data de 1925, es del arquitecto José Fernández Fígares y se inauguró en 1932. La casa tiene un gran valor arquitectónico y está unida a varias generaciones de granadinos que en ella tramitaron sus prestaciones en la Seguridad Social: las primeras cotizaciones del seguro de vejez dieron nombre a muchas sedes del Instituto Nacional de Previsión. La cotización de una perra gorda daba derecho a una peseta diaria a la hora de la jubilación. Inmediatamente, el gracejo popular comenzó a llamarlas como “la casa de la perra gorda”.